# Nationaler Forschungsschwerpunkt
In der Schweiz ist ein Nationaler Forschungsschwerpunkt (NFS; französisch Pôle de recherche national, englisch National Centre of Competence in Research, italienisch Polo di ricerca nazionale) ein durch den Schweizerischen Nationalfonds und in Auftrag des Bundes durchgeführtes Forschungsförderungsprogramm. Ziel der NFS ist die nachhaltige Stärkung des Forschungsplatzes Schweiz in Themenbereichen von strategischer Bedeutung für die Zukunft der schweizerischen Wissenschaft, Wirtschaft und Gesellschaft.
Jeder NFS besteht aus einem oder mehreren Kompetenzzentren und einem Netzwerk von Partnern aus dem universitären oder ausseruniversitären Bereich. Ein NFS ist jeweils einem klar bezeichneten und thematisch abgegrenzten Forschungsgebiet zugeordnet.
Gefördert werden langfristige Forschungsvorhaben von höchster Qualität und mit besonderer Gewichtung interdisziplinärer, aber auch neuer, innovativer Ansätze innerhalb der beteiligten Disziplinen. Überdies sollen sich die NFS in den Bereichen Nachwuchsförderung, Wissenstransfer und Gleichstellungsförderung engagieren. 
Die NFS werden durch den Schweizerischen Nationalfonds für maximal 12 Jahre gefördert. Neben dem Bundesbeitrag werden die NFS zusätzlich durch Eigenmittel der Hochschulen und durch Drittmittel finanziert.

## Liste der NFS
In insgesamt fünf Programmserien wurden bisher 42 NFS lanciert, wobei die ersten beiden Serien mittlerweile abgeschlossen sind. Am 16. Dezember 2019 hat Bundesrat Guy Parmelin die Lancierung von sechs neuen Nationalen Forschungsschwerpunkten der fünften Serie bekannt gegeben, deren Forschungsbeginn für 2020 geplant ist. Im Folgenden sind die laufenden und abgeschlossenen NFS aufgelistet.

### 1. Serie (Beginn 2001, abgeschlossen 2013)
| Kurztitel                | Titel | Heiminstitution                  |
| ------------------------ | --- | -------------------------------- |
| NFS Sesam                | Schweizerische ätiologische Studie zur psychischen Gesundheit                                                            | Universität Basel                |
| NFS CO-ME                | Computer-gestützte und bildgeführte medizinische Eingriffe                                                               | ETH Zürich                       |
| NFS FINRISK              | Bewertung und Risikomanagement im Finanzbereich                                                                          | Universität Zürich               |
| NFS Genetics             | Grenzen der Genetik – Gene, Chromosomen und Entwicklung                                                                  | Universität Genf                 |
| NFS IM2                  | Interaktives multimodales Informationsmanagement                                                                         | IDIAP Forschungszentrum Martigny |
| NFS Klima                | Variabilität, Vorhersehbarkeit und Risiken des Klimas                                                                    | Universität Bern                 |
| NFS MaNEP                | Materialien mit neuartigen elektronischen Eigenschaften                                                                  | Universität Genf                 |
| NFS MICS                 | Mobile Informations- und Kommunikationssysteme                                                                           | ETH Lausanne                     |
| NFS Molekulare Onkologie | Von der Grundlagenforschung bis zur therapeutischen Anwendung                                                            | ETH Lausanne                     |
| NFS Nanowissenschaften   | Nanowissenschaften – Impulse für Lebenswissenschaften, Nachhaltigkeit, neue Informations- und Kommunikationstechnologien | Universität Basel                |
| NFS Neuro                | Plastizität und Reparatur des Nervensystems                                                                              | Universität Zürich               |
| NFS Nord - Süd           | Forschungspartnerschaften zur Linderung von Syndromen des globalen Wandels                                               | Universität Bern                 |
| NFS Plant Survival       | Überlebenserfolg von Pflanzen in naturnahen und landwirtschaftlichen Ökosystemen                                         | Universität Neuenburg            |
| NFS Quantenphotonik      | Quantenphotonik | ETH Lausanne                     |
| NFS Strukturbiologie     | Molekulare Lebenswissenschaften: Dreidimensionale Struktur, Faltung und Interaktionen                                    | Universität Zürich               |

### 2. Serie (Beginn 2005, abgeschlossen 2017)
| Kurztitel              | Titel                                                                                                 | Heiminstitution    |
| ---------------------- | --- | ------------------ |
| NFS Affective sciences | Emotionen im individuellen Verhalten und in sozialen Prozessen                                        | Universität Genf   |
| NFS Bildkritik         | Macht und Bedeutung der Bilder                                                                        | Universität Basel  |
| NFS Demokratie         | Herausforderungen an die Demokratie im 21. Jahrhundert                                                | Universität Zürich |
| NFS Mediality          | Medienwandel – Medienwechsel – Medienwissen: Historische Perspektiven                                 | Universität Zürich |
| NFS Trade Regulation   | Rahmenbedingungen des internationalen Handels: Von einem fragmentierten zu einem kohärenten Regelwerk | Universität Bern   |

### 3. Serie (Beginn 2010, laufend)
| Kurztitel              | Titel                                                                             | Heiminstitution(en)                                  |
| ---------------------- | --------------------------------------------------------------------------------- | ---------------------------------------------------- |
| NFS QSIT               | Quantenwissenschaften und -technologie                                            | ETH Zürich, Universität Basel                        |
| NFS Robotik            | Intelligente Roboter für eine verbesserte Lebensqualität                          | ETH Lausanne                                         |
| NFS TransCure          | Von der Transportphysiologie zu therapeutischen Ansätzen                          | Universität Bern                                     |
| NFS SYNAPSY            | Synaptische Grundlagen psychischer Krankheiten                                    | ETH Lausanne, Universität Genf, Universität Lausanne |
| NFS MUST               | Ultraschnelle Prozesse in molekularen Bausteinen                                  | ETH Zürich, Universität Bern                         |
| NFS Chemische Biologie | Biologische Prozesse mittels chemischer Verfahren visualisieren und kontrollieren | Universität Genf, ETH Lausanne                       |
| NFS LIVES              | Überwindung der Verletzbarkeit im Verlauf des Lebens                              | Universität Lausanne, Universität Genf               |
| NFS Kidney.CH          | Kontrolle der Homöostase durch die Nieren                                         | Universität Zürich                                   |

### 4. Serie (Beginn 2014, laufend)
| Kurztitel                                                | Titel                                                                        | Heiminstitution(en)                |
| -------------------------------------------------------- | ---------------------------------------------------------------------------- | ---------------------------------- |
| NFS PlanetS                                              | PlanetS                                                                      | Universität Bern, Universität Genf |
| NFS On the Move                                          | On the Move: The Migration-Mobility Nexus                                    | Universität Neuenburg              |
| NFS Digital Fabrication                                  | Digital Fabrication – Advanced Building Processes in Architecture            | ETH Zürich                         |
| NFS MARVEL                                               | Materials' Revolution: Computational Design and Discovery of Novel Materials | ETH Lausanne                       |
| NFS Molecular Systems Engineering                        | Molecular Systems Engineering                                                | Universität Basel, ETH Zürich      |
| NFS RNA & Disease                                        | RNA & Diesease: Unterstanding the Role of RNA Biology in Disease Mechanisms  | Universität Bern, ETH Zürich       |
| NFS SwissMAP                                             | SwissMAP – The Mathematics of Physics                                        | Universität Genf, ETH Zürich       |
| NFS Center for Bio-Inspired Stimuli-Responsive Materials | Center for Bio-Inspired Stimuli-Responsive Materials                         | Universität Freiburg               |

### 5. Serie (Beginn 2020)
| Kurztitel                            | Titel                                                              | Heiminstitution(en)                  |
| ------------------------------------ | ------------------------------------------------------------------ | ------------------------------------ |
| NFS AntiResist                       | AntiResist: New Approaches to Combat Antibiotic-Resistant Bacteria | Universität Basel                    |
| NFS Dependable Ubiquitous Automation | Dependable Ubiquitous Automation                                   | ETH Zürich                           |
| NFS Evolving Language                | Evolving Language: The Origins and Future of Language              | Universität Zürich, Universität Genf |
| NFS Microbiomes                      | Microbiomes: Microbial Communities in Health and Environment       | Universität Lausanne, ETH Zürich     |
| NFS SPIN                             | SPIN: Spin Qubits in Silicon                                       | Universität Basel                    |
| NFS Suchcat                          | Suchcat: Sustainable Chemical Processes Through Catalysis          | ETH Zürich, ETH Lausanne             |